# Котрікадзе Олександр Парменович
Олександр Парменович Котрікадзе (нар. 3 грудня 1930, Тіфліс, Грузинська РСР — пом. 1999) — радянський футболіст та тренер, нападник. Майстер спорту СРСР (1959), заслужений тренер Грузинської РСР (1966).

## Життєпис
Старший брат Сергія Котрікадзе. Вихованець футбольної школи № 35 Тбілісі, перший тренер — А. Кікнадзе. У 1951 році провів п'ять матчів за «Спартак» Тбілісі, потім перейшов у «Динамо» Тбілісі і в 1952-1959 роках в 117-и матчах чемпіонату СРСР відзначився 11 голами.
Працював у командах «Динамо» Тбілісі (1961, 1962-1965, 1984-1986 — тренер, 1966, 1973 — старший тренер, 1985 — виконувач обов'язків старшого тренера), «Діла» Горі (1961 — старший тренер), «Металург» Руставі (1968-1969 — старший тренер), «Торпедо» Кутаїсі (1970 — старший тренер), «Гурія» Ланчхуті (1980-1981, 1987 — старший тренер), «Шевардені» Тбілісі (1988-1989 — старший тренер).
Помер у 1999 році.